# إد ويليامسون
إد ويليامسون (بالإنجليزية: Ed Williamson)‏ هو مدير فني أمريكي، ولد في 16 فبراير 1912 في أتلانتا في الولايات المتحدة، وتوفي في 13 يناير 1991 في تالاهاسي في الولايات المتحدة بسبب سرطان.